# Nádson
Nádson, właśc. Nádson Rodrigues de Souza (ur. 30 stycznia 1982 w Serrinha) – brazylijski piłkarz, występujący na pozycji napastnika.

## Kariera klubowa
Nádson rozpoczął piłkarską karierę w Vitórii Salvador w 2001 roku. Z Vitórią zdobył mistrzostwo stanu Bahia – Campeonato Baiano w 2003 roku. W 2003 roku przeszedł do południowokoreańskiego Suwon Samsung Bluewings. W klubie z Suwonu grał przez pięć lat (z przerwą na wypożyczenie do Corinthians São Paulo w 2005 roku). Z Suwonem Nádson zdobył mistrzostwo Korei Południowej 2004 oraz Puchar Korei 2005.
W 2008 przeniósł się do drugoligowego japońskiego klubu Vegalta Sendai. W 2008 roku powrócił do Brazylii do Vitória Salvador, z którą zdobył mistrzostwo stanu Bahia – Campeonato Baiano w 2009 roku. Drugą część roku 2009 spędził w innym klubie z Salvadoru – EC Bahia. Od stycznia 2010 roku Nádson był zawodnikiem Sport Recife, z którym zdobył mistrzostwo stanu Pernambuco – Campeonato Pernambucano 2010. W 2011 występuje w trzecioligowej Américe Natal.

## Kariera reprezentacyjna
Nádson ma za sobą dwa występy w reprezentacji Brazylii, z którą wystąpił na Złotym Pucharze CONCACAF 2003. W reprezentacji zadebiutował 13 lipca 2003 w przegranym 0-1 meczu z reprezentacją Nigerią wchodząc w 73 min. za Diego. Drugi i ostatni raz wystąpił 23 lipca w wygranym 2-1 półfinałowym meczu z reprezentacją USA wchodząc w 80 min. za Nilmara.